# 賀德仁
賀德仁（557年—627年），名寿，字德仁，以字行，越州山阴县人。陳朝散騎常侍賀朗之子，陳朝至唐朝的文学家、政治人物。
賀德仁于堂兄賀德基拜周弘正为师，以擅长文章知名。賀德仁兄弟八人，时人把他们比成漢朝的荀氏。会稽郡太守陈伯山把賀氏居住的甘滂里改名为高陽里。 
賀德仁在陈朝为吴興王友。入隋之后，受楊素推薦，担任豫章王記室。豫章王楊暕对他非常厚待。楊暕改封齐王，賀德仁也担任齐王府属。楊暕被废，属官多被問罪、賀德仁因为为人忠謹免罪，改任河東司法参軍。 
李淵起兵，賀德仁为隴西公友。唐朝建立，担任太子中舍人。因为年老不熟悉官吏事務，转任太子洗馬，和蕭德言、陳子良都是東宮学士。贞观初年，转任趙王友，七十多岁去世，有文集二十卷。 

## 延伸阅读
[在维基数据编辑]
 《舊唐書·卷190上》，出自刘昫《舊唐書》